# رامون أغيري سواريز
رامون أغيري سواريز (بالإسبانية: Ramón Alberto Aguirre Suárez)‏ (18 أكتوبر 1944 في الأرجنتين - 29 مايو 2013 في الأرجنتين) هو لاعب كرة قدم أرجنتيني في مركز الدفاع. لعب مع إستوديانتيس دي لا بلاتا ونادي سالامانكا ونادي غرناطة ونادي لانوس.

## وصلات خارجية
- رامون أغيري سواريز على موقع الاتحاد الأوربي (الإنجليزية)
- رامون أغيري سواريز على موقع قاعدة بيانات كرة القدم.إي يو (الإنجليزية)